# Elatostema beccarii
Elatostema beccarii es una especie de planta del género Elatostema, perteneciente a la familia Urticaceae.

## Taxonomía
Elatostema beccarii fue descrita por H. Schroet. en 1935.

## Distribución
Se encuentra en el territorio de Nueva Guinea, Islas Salomón y Vanuatu.